# Serafín Álvarez Quintero
Serafín Álvarez Quintero (Utrera, 1871 - Madrid, 1938) fou un escriptor espanyol.
Va escriure nombrosos sainets, comèdies i drames, en una col·laboració tan estreta amb el seu germà Joaquín que després de la mort va continuar signant les seves obres amb el nom de tots dos. En la seva època, les obres dels germans Alvarez Quintero van gaudir d'una popularitat només superada per la de Jacinto Benavente.
Va escriure més de cent comèdies, la majoria de caràcter costumista, moltes basades en personatges i situacions del folklore andalús (La reja, El patio, El genio alegre).
Els germans Alvarez Quintero també van conrear el teatre dramàtic, amb obres com Malvaloca o Amores y amoríos. Moltes de les seves comèdies van ser portades al cinema.
Ramon Casas li va fer un retrat, avui conservat al Museu Nacional d'Art de Catalunya.